# فهرست سوره‌های قرآن
قرآن کتاب دینی اسلام است که ۱۱۴ سوره دارد و به عقیدهٔ مسلمانان به محمد بن عبدالله، پیامبر اسلام، نازل گردیده است. جمع‌آوری سوره‌های قرآن به ترتیبی غیر از ترتیب نزول آن‌ها، مورد اتفاق همگان است. اما اختلاف بر سر ترتیب حاضر، مربوط می‌شود به شخص ترتیب‌دهندهٔ آن، به طوری که به باور گروهی ترتیب حاضر توسط پیامبر اسلام صورت گرفته و تخلف از آن جایز نخواهد بود. در مقابل گروهی دیگر این چینشِ قرآن را اجتهاد صحابه دانسته‌اند. برخی نیز قائل به تفصیل هستند و چینشِ عمدهٔ سوره‌های قرآن را به شخص پیامبر نسبت داده‌اند و آن را توقیفی می‌دانند؛ و البته اجتهاد و نظر صحابه را نیز در چند سوره دخیل دانسته‌اند. به باور مخالفان توقیفی بودن ترتیب سوره‌ها، اختلاف در ترتیب سوره‌ها در مصحف‌های مختلف، اختلاف صحابه در تصحیف و ترتیب مصحف عثمان و انتساب مصحف‌ها به نویسندهٔ آن همچون مصحف عثمان به عثمان بن عفان، دلیلی بر اجتهادی بودن ترتیب سوره‌های قرآن است.

## گاه‌نگاری و ترتیب سوره‌ها

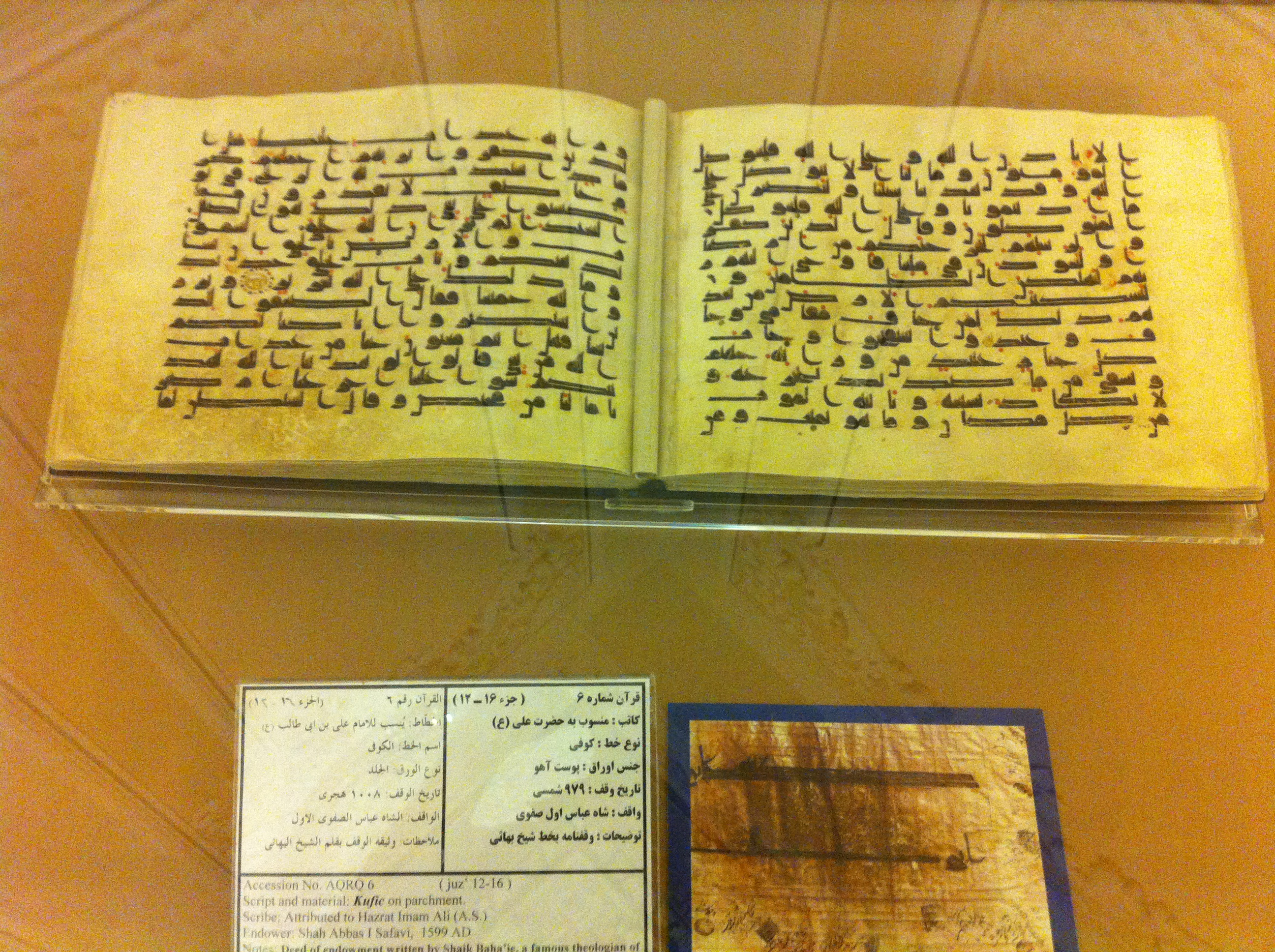
قرآنی به خط کوفی، منسوب به علی بن ابی‌طالب که در موزهٔ آستان قدس رضوی نگهداری می‌شود.

در زمینهٔ ترتیب بیان سوره‌ها، در بین تفاسیر و کتب علوم قرآنی، اختلاف‌های متعددی گزارش شده‌است. آنگونه که برخی تاریخ‌نگاران، از جمله گابرییِل سعید رِینُلذز نشان می‌دهند، نخستین تلاش برای تاریخ‌انگاری سوره‌های قرآن، ناشی از نیازِ حقوقیِ دولت اسلامی برای استفاده از متن قرآن بوده است. مسئلهٔ ابتدایی، برخی گفته‌های متضاد در محتوای قرآن بود که منجر به ایجاد مشکلات زیادی می‌شده است. تلاش‌ها برای فهم تاریخیِ متنِ قرآن در درجهٔ نخست منجر به شکل‌گیری تفاسیری تحتِ عنوان «نسخ» از قرن دوم هجری شد؛ اینکه تصور شود در یک نظمِ زمانی، یک بخش می‌تواند متأخر باشد و بخشِ مشابه قبلی را منسوخ کند. در قدم بعد، تلاش‌ها برای فهم متنِ موجود منجر به شکل‌گیری تفسیرهای متأخر بر اساس مراحل زندگی محمد بوده است؛ در واقع از نظر این مفسران، زندگی محمد باید محورِ فهمِ متنِ موجود باشد. از نظر گیوم دی، مفسران، برای قابل فهم کردنِ مجموعه متونی که وجود داشته، سعی کرده‌اند متون گردآوری شده را بر اساس زندگی محمد و مراحل آن درک کنند. تفسیرهای انجام گرفته منجر به شکل‌گیری سنتِ «اسبابِ نزول» شد که بر این عقیده بنا شده‌است که قرآن یک نویسنده بیشتر ندارد و حاصل تجارب محمد در یک دورهٔ مشخص در مکه و مدینه است. نخستین اثر تحت عنوانِ «اسباب نزول»، توسط ابوالحسن علی واحدی (درگذشت ۴۶۸ ق) به نگارش درآمد. اما ایدۀ فهمِ متنِ قرآن بر اساس روایتِ «اسباب نزول»، نخستین بار در رساله‌ای منسوب به مقاتل بن سليمان (درگذشته ۱۵۰ ق) پیدا می‌شود. این رویکردِ تفسیرِ قرآن مبتنی بر اسبابِ نزول، در تفسیر ابن کثیر (درگذشته ۷۷۴ ق) نقش مهم‌تری می‌گیرد. این تلاش برای نظم‌مند کردن متنِ قرآن بر اساسِ تاریخی‌سازیِ مبتنی بر زندگی محمد به موضوعِ بحث در میان مفسران تبدیل می‌شود و تفاسیر مختلفی، گاهی بسیار متفاوت، انتشار پیدا می‌کند و سوره‌ها به سرعت به مکی و مدنی تقسیم شدند، بدون آنکه در برخی از موارد توضیح داده شود که دقیقا تمایز بین آنها معرفی شود.
آنچه که امروزه به عنوان فهرست تاریخی رسمی در میان مسلمانان مورد قبول واقع شده، فهرستی است منسوب به جعفر صادق و بسیار نزدیک به فهرستِ ابن عباس که انتشارات مصر در سال ۱۹۲۴ به شکل گسترده‌ای آنرا منتشر کرده‌است. در حال حاضر، نزدِ مؤمنین و مفسرانِ سنتی مسلمان، متن قرآن بر اساس این سنتی که چند قرن پس از درگذشت محمد شکل‌گرفته، یعنی سنتِ متأخرِ «اسبابِ نزول» که به دنبال ارتباط بین متن مورد نظر با زندگی محمد است، خوانده می‌شود. یکی از نظریه‌های اوایل قرن بیستم در خصوص ترتیب نزول سوره‌ها نیز، توسط شرق‌شناس آلمانی، تئودور نولدکه (نلدکه) (۱۹۳۰–۱۸۳۶) مطرح شده‌است. این شرق‌شناس بر اساس پارامترهای مختلفی همچون مفهوم سوره‌ها، تعداد آیات، حجم مطالب، تعداد حروف، نظم و آهنگ، پیشرفت محتوایی سوره، سبک و اسلوب و تناسب؛ ترتیب نزولی منحصر به خود را ارائه کرده‌است. از نظر گیوم دی، این روش تقسیم قرآن بر اساس زندگی محمد که تئودور نولدکه نیز پی‌گرفته است، جنبه های خاصی از متن، از جمله تغییرات متاخرِ آن را در نظر نمی‌گیرد و نمی‌تواند به بسیاری از مسائل موجود پاسخ دهد. بنابراین از نظر او «شایسته است شیوۀ ویرایش و تحریه انجام شده هنگام جمع‌آوری و گردآوری مجموعه یا مجموعه‌های قرآن در قرن هفتم میلادی نیز مورد توجه کرد.» گیوم دی می‌گوید که از آنجا که بعد از درگذشت محمد فعالیت تجمیع و تحریر قرآن وجود داشته‌است، «نویسندگان قرآن نویسندگانی (و نه تدوین‌کنندگان ساده) هستند که توانسته‌اند متون از پیش موجود را دوباره سازماندهی، تفسیر و بازنویسی کنند، یا حتی از منظر نگاهِ خاصِ خود منتخب‌های (péricopes) جدیدی، به ویژه بر اساس رقابت‌های سیاسی و مذهبی خود، اضافه کنند.» دی تاکید می‌کند که «قرآن متنی ترکیبی و مرکب است که باید مطابق یک تمایز زمانی وسیع‌تر از گاه‌نگاری بین سوره‌های مکی و مدنی فهمیده شود.»

## عنوان‌بندی سوره‌ها
سوره‌های قرآن به منزله فصول قرآن به حساب می‌آیند و نام‌های سورها، به مثابه عناوین این فصول می‌باشند. این نام‌ها هر یک، بار مفهومی ویژه‌ای داشته و در شناخت مفهوم سوره، مؤثرند. این مفاهیم عبارتند از خطوط اصلی مفاهیم، جهت‌گیری‌ها و مضامین اصلی سوره‌ها. البته برخی نام‌ها همچون حروف از این قاعده مستثنا هستند. بر اساس منابع تفسیری، اولین نام‌گذاری توسط محمد —پیامبر اسلام— صورت گرفته‌است. از میان مجموع ۱۱۴ نامی که برای سوره‌های قرآنی ذکر شده‌است، حدود چهل مورد از نام‌ها توقیفی بودنشان قطعی و نامگذاریشان توسط پیامبر اسلام، بدون تردید پذیرفته شده‌است. باید توجه داشت که در گزینش نام‌های سوره همیشه از محور غالب سوره استفاده نشده‌است. سید حسین نصر - قرآن‌پژوهان شیعه - نام‌های متعدد سوره‌ها را مربوط به پس از مرگ پیامبر اسلام می‌داند. قرآن‌پژوهان غیرمسلمان همچون آرتور جان آربری (۱۹۶۹–۱۹۰۵) در خصوص تفاوت فصل‌بندی قرآن با سایر کتب معتقد است که پراکندگی و گسیختگی سوره‌های قرآن، سردرگمی و حیرت خواننده را دربردارد و قرآن تنظیم شده بر غیر ترتیب نزول را دلیل این تحیّر خواننده می‌داند. در مقابلِ این دیدگاه، نظریهٔ هدفمندی سوره‌های قرآن مطرح شده‌است که معتقدان به این نظریه، هر سوره را دارای جان و روح به‌خصوصی می‌دانند که در آیات آن سوره در جریان است. همچنین وحدت موضوعی سوره‌ها نیز یکی دیگر از نظریات در خصوص پیوند سوره‌ها در قرآن است که منظور از وحدت در این نظریه، وحدت غرض و هدف است.

## ویژگی سوره‌ها
سوره‌های قرآن در اولین تقسیم‌بندی، به جملات معناداری تبدیل می‌شوند که از آنها به آیه یاد می‌شود. آیه به معنای «نشانه» می‌باشد و در قرآن از نشانه‌های خداوند یاد شده که همگی دلالت بر قدرت خداوند دارد. در آغاز ۲۹ سوره از ۱۱۴ سورهٔ قرآن، دقیقاً پس از بسم الله الرحمن الرحیم، یک یا چند حرف به عنوان اولی آیه مطرح شده‌است که در اصطلاح علوم قرآنی به حروف مقطعه شناخته می‌شوند. از دیگر نام‌های دیگر این حروف، «فواتح السور» یا «اوائل السور» می‌باشد. در زبان انگلیسی از این حروف به «حروف اسرارآمیز» یاد شده‌است. در خصوص این حروف، نظریات مختلفی جهت رمزگشایی و معنا و کاربرد آن مطرح شده‌است.

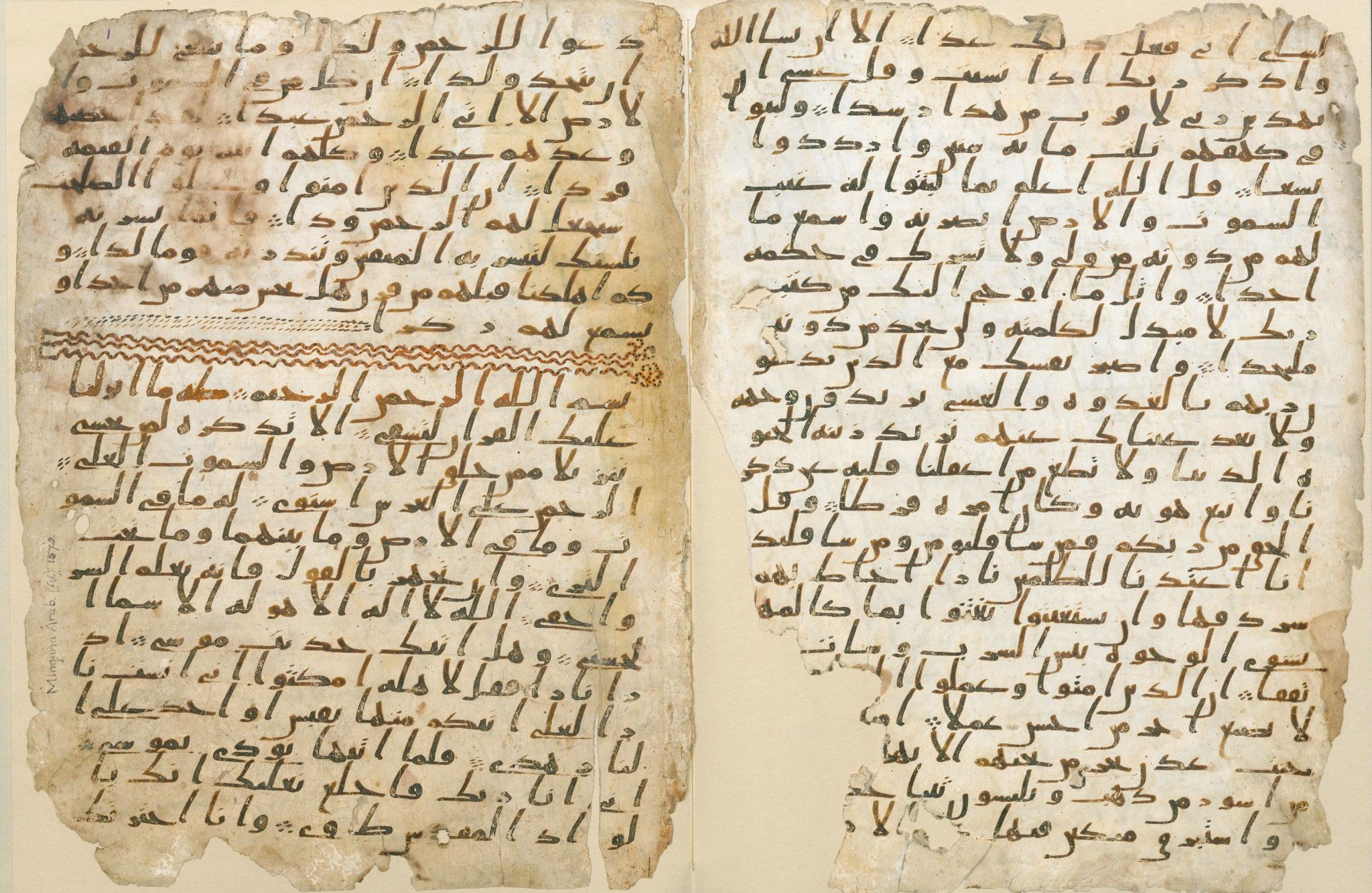
نسخهٔ بیرمنگام قدیمی‌ترین نسخه از بخش‌هایی از سوره‌های ۱۸ تا ۲۰ قرآن بر روی پوست است که در دانشگاه بیرمنگام کشف شده و با ۹۵ درصد احتمال به سال‌های ۵۶۸ تا ۶۴۵ میلادی مربوط می‌شود.

علاوه بر حروف مقطعه، آیاتی نیز به عنوان آیات سجده در ۱۵ سوره از قرآن دسته‌بندی شده‌اند. به عقیدهٔ مسلمانان، پس از قرائت یا شنیدن آنها، سجده کردن واجب یا مستحب است. منابع شیعی و سنی در تعداد آیات متفق هستند اما در وجوب یا استحباب این آیات، دچار اختلاف هستند. شیعیان برای چهار آیه، وجوب سجده و برای یازده مورد دیگر، استحباب قائل هستند.
از دیگر مباحثی که در این خصوص مورد توجه منابع علوم قرآنی قرار گرفته‌است، مکّی یا مدنی بودن سوره‌ها می‌باشد. بنابر یک تقسیم‌بندی، سوره‌ها و آیات بر اساس محل نزولشان، به دو دستهٔ مکّی (آن دسته از سوره‌ها یا آیاتی که در مکّه نازل شده‌اند) و مدنی (آیات و سوره‌های نازل شده در مدینه) دسته‌بندی شده‌اند. در خصوص تشخیص مکّی یا مدنی بودن سوره‌ها، اختلاف در منابع تفسیری و علوم قرآنی گزارش شده‌است. در تعریف مکّی یا مدنی بودن نیز اختلافاتی وجود دارد، گروهی محل نزول و گروهی مخاطب سوره را در مکّی یا مدنی بودن پذیرفته‌اند. برخی نیز زمان نزول را در مکّی یا مدنی بودن سوره تعریف کرده‌اند. براین اساس آن دسته از سوره‌هایی که پیش از هجرت نازل شده‌است، سوره‌های مکّی و آن دسته که پس از هجرت نازل شده‌اند، سوره‌های مدنی دانسته شده‌اند. نظریهٔ موضوعیت نیز در این خصوص مطرح شده‌است. یکی از اهمیت‌های دانش به مکّی یا مدنی بودن سوره‌ها و آیات، تشخیص ناسخ و منسوخ، خاص و عام، مفید و مطلق و مواردی دیگر در فقه و کلام خواهد بود. برای فهم از مکّی یا مدنی بودن سوره‌ها، دو راه سماعی (گزارش نقل قول‌ها) و قیاسی (بررسی‌های قرآن‌پژوهی) وجود دارد. محمدهادی معرفت (۱۳۸۵–۱۳۰۹) فقیه و قرآن‌پژوه معاصر، در خصوص ترتیب و محل نزول سوره‌ها، پس از بررسی موارد مختلفیْ، به روایتی از ابن‌عباس اعتماد کرده‌است. روایتی را که به ابن عباس منسوب است، در کتاب المبانی (نگارش یافته در سال ۴۲۵ ه.ق) گزارش شده‌است و طبرسی در تفسیر مجمع البیان آن را نقل نموده‌است. سیوطی در الاتقان و زرکشی در البرهان نیز این روایت را با سندی دیگر، نقل کرده‌اند.
از دیگر مفاهیم مهم علوم قرآنی که اهمیتش در فقه اسلامی نمایان است، مسئلهٔ شناخت ناسخ و منسوخ است. مفسران و فقیهان در خصوص تعریف نسخ آورده‌اند که نسخ، دلیل شرعی‌ای‌ست (ناسخ) که به واسطهٔ آن، حکم شرعی سابق (منسوخ) زائل گردد و بدون وجود حکم جدید، حکم سابق همچنان پابرجا بماند. در خصوص شناخت ناسخ از منسوخ، در بین دانشمندان علوم اسلامی اختلافاتی گزارش شده‌است و به هر روی کتب مفصلی در این خصوص به نگارش درآمده است. در فهرست حاضر نیز از روایت ابن‌عباس بهره گرفته شده‌است.

## فهرست سوره‌های قرآن
راهنمای فهرست: (      = دارای: حروف مقطعه/ناسخ/منسوخ       = نداشتن: آیات ناسخ/منسوخ       = دارای سجده مستحب       = دارای سجده واجب       ن/م = نداشتن مورد)
| نام سوره | ترتیب بر اساس | ترتیب بر اساس | شمار آیه‌ها | ترتیب نزول | ترتیب نزول | محل نزول (ابن‌عباس) | حجم سوره (تعداد) | حجم سوره (تعداد) | حروف مقطعه | ناسخ و منسوخ | ناسخ و منسوخ | آیات سجده   |
| نام سوره | مصحف عثمانی   | الفبا         | شمار آیه‌ها | (ابن‌عباس)  | (نولدکه)   | محل نزول (ابن‌عباس) | کلمات            | حروف             | حروف مقطعه | ناسخ         | منسوخ        | آیات سجده   |
| -------- | ------------- | ------------- | ---------- | ---------- | ---------- | ------------------ | ---------------- | ---------------- | ---------- | ------------ | ------------ | ----------- |
| فاتحه    | ۱             | ۶۳            | ۷          | ۵          | ۴۸         | مکه                | ۲۹               | ۱۴۲              | —          | N            | N            | —           |
| بقره     | ۲             | ۱۸            | ۲۸۶        | ۸۷         | ۹۱         | مدینه              | ۶٬۳۲۱            | ۲۵٬۵۰۰           | Yes        | Yes          | Yes          | —           |
| آل عمران | ۳             | ۱             | ۲۰۰        | ۸۹         | ۹۷         | مدینه              | ۳٬۴۸۰            | ۱۴٬۵۲۵           | Yes        | Yes          | Yes          | —           |
| نساء     | ۴             | ۱۰۴           | ۱۷۶        | ۹۲         | ۱۰۰        | مدینه              | ۲٬۷۴۵            | ۱۶٬۰۳۰           | —          | Yes          | Yes          | —           |
| مائده    | ۵             | ۸۵            | ۱۲۰        | ۱۱۲        | ۱۱۴        | مدینه              | ۲٬۸۰۴            | ۱۱٬۹۳۳           | —          | Yes          | Yes          | —           |
| انعام    | ۶             | ۱۴            | ۱۶۵        | ۵۵         | ۸۹         | مکه                | ۳٬۸۵۰            | ۱۲٬۲۵۴           | —          | N            | Yes          | —           |
| اعراف    | ۷             | ۷             | ۲۰۶        | ۳۹         | ۸۷         | مکه                | ۳٬۳۲۵            | ۱۴٬۳۱۰           | Yes        | Yes          | Yes          | آیه ۲۰۶     |
| انفال    | ۸             | ۱۵            | ۷۵         | ۸۸         | ۹۵         | مدینه              | ۱٬۲۴۴            | ۵٬۳۸۸            | —          | Yes          | Yes          | —           |
| توبه     | ۹             | ۲۳            | ۱۲۹        | ۱۱۳        | ۱۱۳        | مدینه              | ۴٬۰۹۸            | ۱۰٬۴۸۸           | —          | Yes          | Yes          | —           |
| یونس     | ۱۰            | ۱۱۴           | ۱۰۹        | ۵۱         | ۸۴         | مکه                | ۱٬۸۳۲            | ۷٬۵۶۷            | Yes        | N            | Yes          | —           |
| هود      | ۱۱            | ۱۱۰           | ۱۲۳        | ۵۲         | ۷۵         | مکه                | ۱٬۷۱۵            | ۷٬۶۰۵            | Yes        | N            | Yes          | —           |
| یوسف     | ۱۲            | ۱۱۳           | ۱۱۱        | ۵۳         | ۷۷         | مکه                | ۱٬۷۶۶            | ۷٬۱۶۶            | Yes        | N            | N            | —           |
| رعد      | ۱۳            | ۱۰            | ۴۳         | ۹۶         | ۹۰         | مدینه              | ۸۵۵              | ۳٬۵۰۶            | Yes        | N            | Yes          | آیه ۱۵      |
| ابراهیم  | ۱۴            | ۲             | ۵۲         | ۷۲         | ۷۶         | مکه                | ۸۳۱              | ۳٬۴۳۴            | Yes        | Yes          | Yes          | —           |
| حجر      | ۱۵            | ۳۲            | ۹۹         | ۵۴         | ۵۷         | مکه                | ۶۵۴              | ۲٬۷۶۰            | Yes        | N            | Yes          | —           |
| نحل      | ۱۶            | ۱۰۳           | ۱۲۸        | ۷۰         | ۷۳         | مکه                | ۲٬۸۴۰            | ۷٬۷۰۷            | —          | N            | Yes          | آیه ۴۹      |
| اسراء    | ۱۷            | ۶             | ۱۱۱        | ۵۰         | ۶۷         | مکه                | ۱٬۵۳۳            | ۶٬۴۶۰            | —          | N            | Yes          | آیه ۱۰۷     |
| کهف      | ۱۸            | ۸۰            | ۱۱۰        | ۶۹         | ۶۹         | مکه                | ۱٬۵۷۹            | ۶٬۴۶۰            | —          | N            | Yes          | —           |
| مریم     | ۱۹            | ۹۱            | ۹۸         | ۴۴         | ۵۸         | مکه                | ۹۷۲              | ۳٬۸۰۲            | Yes        | Yes          | Yes          | آیه ۵۸      |
| طه       | ۲۰            | ۵۴            | ۱۳۵        | ۴۵         | ۵۵         | مکه                | ۱٬۳۴۱            | ۵٬۲۴۲            | Yes        | Yes          | Yes          | —           |
| انبیاء   | ۲۱            | ۱۱            | ۱۱۲        | ۷۳         | ۶۵         | مکه                | ۱٬۱۶۸            | ۴٬۸۹۰            | —          | Yes          | Yes          | —           |
| حج       | ۲۲            | ۳۱            | ۷۸         | ۱۰۳        | ۱۰۷        | مدینه              | ۱٬۲۹۱            | ۵٬۰۷۰            | —          | Yes          | Yes          | آیه ۱۸ و ۷۷ |
| مؤمنون   | ۲۳            | ۸۴            | ۱۱۸        | ۷۴         | ۶۴         | مکه                | ۱٬۸۴۰            | ۴٬۸۰۲            | —          | Yes          | Yes          | —           |
| نور      | ۲۴            | ۱۰۸           | ۶۴         | ۱۰۲        | ۱۰۵        | مدینه              | ۱٬۳۱۶            | ۵٬۶۸۰            | —          | Yes          | Yes          | —           |
| فرقان    | ۲۵            | ۶۷            | ۷۷         | ۴۲         | ۶۶         | مکه                | ۸۹۲              | ۳٬۷۳۳            | —          | Yes          | Yes          | آیه ۶۰      |
| شعراء    | ۲۶            | ۴۵            | ۲۲۷        | ۴۷         | ۵۶         | مکه                | ۱٬۲۷۷            | ۵٬۵۴۲            | Yes        | Yes          | Yes          | —           |
| نمل      | ۲۷            | ۱۰۶           | ۹۳         | ۴۸         | ۶۸         | مکه                | ۱٬۱۴۹            | ۴٬۷۹۹            | Yes        | N            | Yes          | آیه ۲۵      |
| قصص      | ۲۸            | ۷۵            | ۸۸         | ۴۹         | ۷۹         | مکه                | ۱٬۴۴۱            | ۵٬۸۰۰            | Yes        | N            | Yes          | —           |
| عنکبوت   | ۲۹            | ۶۰            | ۶۹         | ۸۵         | ۸۱         | مکه                | ۱٬۹۸۱            | ۴٬۱۹۵            | Yes        | N            | Yes          | —           |
| روم      | ۳۰            | ۳۸            | ۶۰         | ۸۴         | ۷۴         | مکه                | ۸۱۹              | ۳٬۵۳۴            | Yes        | N            | Yes          | —           |
| لقمان    | ۳۱            | ۸۲            | ۳۴         | ۵۷         | ۸۲         | مکه                | ۵۴۸              | ۲٬۱۱۰            | Yes        | N            | Yes          | —           |
| سجده     | ۳۲            | ۴۳            | ۳۰         | ۷۵         | ۷۰         | مکه                | ۳۸۰              | ۱٬۵۰۰            | Yes        | N            | Yes          | آیه ۱۵      |
| احزاب    | ۳۳            | ۳             | ۷۳         | ۹۰         | ۱۰۳        | مدینه              | ۱٬۲۸۰            | ۵٬۷۹۶            | —          | Yes          | Yes          | —           |
| سبأ      | ۳۴            | ۴۲            | ۵۴         | ۵۸         | ۸۵         | مکه                | ۸۸۰              | ۴٬۵۱۲            | —          | Yes          | Yes          | —           |
| فاطر     | ۳۵            | ۶۴            | ۴۵         | ۴۳         | ۸۶         | مکه                | ۷۹۸              | ۳٬۱۳۰            | —          | N            | Yes          | —           |
| یس       | ۳۶            | ۱۱۲           | ۸۳         | ۴۱         | ۶۰         | مکه                | ۷۲۹              | ۳٬۰۰۰            | Yes        | N            | N            | —           |
| صافات    | ۳۷            | ۴۹            | ۱۸۲        | ۵۶         | ۵۰         | مکه                | ۸۲۰              | ۳٬۸۲۳            | —          | N            | Yes          | —           |
| ص        | ۳۸            | ۴۸            | ۸۸         | ۳۸         | ۵۹         | مکه                | ۷۳۲              | ۳٬۰۲۹            | Yes        | N            | Yes          | آیه ۲۴      |
| زمر      | ۳۹            | ۴۱            | ۷۵         | ۵۹         | ۸۰         | مکه                | ۱٬۱۸۰            | ۴٬۷۰۸            | —          | N            | Yes          | —           |
| غافر     | ۴۰            | ۶۲            | ۸۵         | ۶۰         | ۷۸         | مکه                | ۱٬۱۱۹            | ۴٬۹۶۰            | Yes        | Yes          | Yes          | —           |
| فصلت     | ۴۱            | ۶۸            | ۵۴         | ۶۱         | ۷۱         | مکه                | ۷۹۶              | ۳٬۳۵۰            | Yes        | N            | Yes          | آیه ۳۷      |
| شوری     | ۴۲            | ۴۷            | ۵۳         | ۶۲         | ۸۳         | مکه                | ۸۶۶              | ۳٬۵۸۸            | Yes        | Yes          | Yes          | —           |
| زخرف     | ۴۳            | ۳۹            | ۸۹         | ۶۳         | ۶۱         | مکه                | ۸۳۳              | ۳٬۴۰۰            | Yes        | N            | Yes          | —           |
| دخان     | ۴۴            | ۳۶            | ۵۹         | ۶۴         | ۵۳         | مکه                | ۳۴۶              | ۱٬۴۳۱            | Yes        | N            | Yes          | —           |
| جاثیه    | ۴۵            | ۲۷            | ۳۷         | ۶۵         | ۷۲         | مکه                | ۴۸۸              | ۲٬۱۹۱            | Yes        | N            | Yes          | —           |
| احقاف    | ۴۶            | ۴             | ۳۵         | ۶۶         | ۸۸         | مکه                | ۶۴۴              | ۲٬۵۹۸            | Yes        | N            | Yes          | —           |
| محمد     | ۴۷            | ۸۸            | ۳۸         | ۹۵         | ۹۶         | مدینه              | ۵۳۹              | ۲٬۳۴۹            | —          | N            | Yes          | —           |
| فتح      | ۴۸            | ۶۵            | ۲۹         | ۱۱۱        | ۱۰۸        | مدینه              | ۵۶۰              | ۲٬۴۳۸            | —          | Yes          | N            | —           |
| حجرات    | ۴۹            | ۳۳            | ۱۸         | ۱۰۶        | ۱۱۲        | مدینه              | ۳۵۳              | ۱٬۴۷۴            | —          | N            | N            | —           |
| ق        | ۵۰            | ۷۱            | ۴۵         | ۳۴         | ۵۴         | مکه                | ۳۵۷              | ۱٬۴۹۴            | Yes        | N            | Yes          | —           |
| ذاریات   | ۵۱            | ۳۷            | ۶۰         | ۶۷         | ۳۹         | مکه                | ۳۶۰              | ۱٬۲۸۷            | —          | Yes          | Yes          | —           |
| طور      | ۵۲            | ۵۵            | ۴۹         | ۷۶         | ۴۰         | مکه                | ۳۱۲              | ۱٬۵۰۰            | —          | Yes          | Yes          | —           |
| نجم      | ۵۳            | ۱۰۲           | ۶۲         | ۲۳         | ۲۸         | مکه                | ۳۶۰              | ۱٬۴۰۵            | —          | N            | Yes          | آیه ۶۲      |
| قمر      | ۵۴            | ۷۷            | ۵۵         | ۳۷         | ۴۹         | مکه                | ۳۴۲              | ۱٬۴۲۰            | —          | N            | Yes          | —           |
| الرحمن   | ۵۵            | ۹             | ۷۸         | ۹۷         | ۴۳         | مدینه              | ۳۵۱              | ۱٬۶۳۶            | —          | N            | N            | —           |
| واقعه    | ۵۶            | ۱۱۱           | ۹۶         | ۴۶         | ۴۱         | مکه                | ۳۷۸              | ۱٬۷۰۳            | —          | Yes          | Yes          | —           |
| حدید     | ۵۷            | ۳۴            | ۲۹         | ۹۴         | ۹۹         | مدینه              | ۵۴۴              | ۲٬۴۷۶            | —          | N            | N            | —           |
| مجادله   | ۵۸            | ۸۷            | ۲۲         | ۱۰۵        | ۱۰۶        | مدینه              | ۴۷۳              | ۱٬۷۹۲            | —          | Yes          | Yes          | —           |
| حشر      | ۵۹            | ۳۵            | ۲۴         | ۱۰۱        | ۱۰۲        | مدینه              | ۴۴۵              | ۱٬۹۱۳            | —          | Yes          | N            | —           |
| ممتحنه   | ۶۰            | ۹۷            | ۱۳         | ۹۱         | ۱۱۰        | مدینه              | ۳۴۰              | ۱٬۵۱۰            | —          | N            | Yes          | —           |
| صف       | ۶۱            | ۵۰            | ۱۴         | ۱۰۹        | ۹۸         | مدینه              | ۲۲۱              | ۹۰۰              | —          | N            | N            | —           |
| جمعه     | ۶۲            | ۲۸            | ۱۱         | ۱۱۰        | ۹۴         | مدینه              | ۱۸۰              | ۷۲۰              | —          | N            | N            | —           |
| منافقون  | ۶۳            | ۹۸            | ۱۱         | ۱۰۴        | ۱۰۴        | مدینه              | ۱۸۰              | ۷۶۶              | —          | Yes          | N            | —           |
| تغابن    | ۶۴            | ۲۲            | ۱۸         | ۱۰۸        | ۹۳         | مدینه              | ۲۴۱              | ۱٬۰۷۰            | —          | Yes          | N            | —           |
| طلاق     | ۶۵            | ۵۳            | ۱۲         | ۹۹         | ۱۰۱        | مدینه              | ۲۴۸              | ۱٬۰۶۰            | —          | Yes          | N            | —           |
| تحریم    | ۶۶            | ۲۱            | ۱۲         | ۱۰۷        | ۱۰۹        | مدینه              | ۲۴۰              | ۱٬۰۶۰            | —          | N            | N            | —           |
| ملک      | ۶۷            | ۹۶            | ۳۰         | ۷۷         | ۶۳         | مکه                | ۳۳۰              | ۱٬۳۰۰            | —          | N            | N            | —           |
| قلم      | ۶۸            | ۷۶            | ۵۲         | ۲          | ۱۸         | مکه                | ۳۰۰              | ۱٬۲۵۶            | Yes        | N            | Yes          | —           |
| حاقه     | ۶۹            | ۳۰            | ۵۲         | ۷۸         | ۳۸         | مکه                | ۲۵۶              | ۱٬۰۸۴            | —          | N            | N            | —           |
| معارج    | ۷۰            | ۹۵            | ۴۴         | ۷۹         | ۴۲         | مکه                | ۲۱۳              | ۷۵۷              | —          | N            | Yes          | —           |
| نوح      | ۷۱            | ۱۰۷           | ۲۸         | ۷۱         | ۵۱         | مکه                | ۲۲۴              | ۹۲۹              | —          | N            | N            | —           |
| جن       | ۷۲            | ۲۹            | ۲۸         | ۴۰         | ۶۲         | مکه                | ۲۳۵              | ۸۷۰              | —          | N            | N            | —           |
| مزمل     | ۷۳            | ۹۲            | ۲۰         | ۳          | ۲۳         | مکه                | ۲۸۵              | ۸۳۸              | —          | Yes          | Yes          | —           |
| مدثر     | ۷۴            | ۸۹            | ۵۶         | ۴          | ۲          | مکه                | ۲۵۵              | ۱٬۰۱۰            | —          | Yes          | Yes          | —           |
| قیامه    | ۷۵            | ۷۸            | ۴۰         | ۳۱         | ۳۶         | مکه                | ۱۶۴              | ۶۵۲              | —          | N            | Yes          | —           |
| انسان    | ۷۶            | ۱۲            | ۳۱         | ۹۸         | ۵۲         | مدینه              | ۲۴۰              | ۱٬۰۵۰            | —          | N            | Yes          | —           |
| مرسلات   | ۷۷            | ۹۰            | ۵۰         | ۳۳         | ۳۲         | مکه                | ۱۸۱              | ۸۱۶              | —          | N            | N            | —           |
| نبأ      | ۷۸            | ۱۰۱           | ۴۰         | ۸۰         | ۳۳         | مکه                | ۱۷۳              | ۷۷۰              | —          | N            | N            | —           |
| نازعات   | ۷۹            | ۹۹            | ۴۶         | ۸۱         | ۳۱         | مکه                | ۱۳۳              | ۷۵۳              | —          | N            | N            | —           |
| عبس      | ۸۰            | ۵۷            | ۴۲         | ۲۴         | ۱۷         | مکه                | ۱۳۳              | ۵۳۳              | —          | N            | Yes          | —           |
| تکویر    | ۸۱            | ۲۵            | ۲۹         | ۷          | ۲۷         | مکه                | ۱۱۴              | ۵۳۳              | —          | Yes          | Yes          | —           |
| انفطار   | ۸۲            | ۱۶            | ۱۹         | ۸۲         | ۲۶         | مکه                | ۸۱               | ۳۲۹              | —          | N            | N            | —           |
| مطففین   | ۸۳            | ۹۴            | ۳۶         | ۸۶         | ۳۷         | مکه                | ۱۶۹              | ۸۳۰              | —          | N            | N            | —           |
| انشقاق   | ۸۴            | ۱۳            | ۲۵         | ۸۳         | ۲۹         | مکه                | ۱۰۹              | ۴۳۰              | —          | N            | N            | آیه ۲۱      |
| بروج     | ۸۵            | ۱۷            | ۲۲         | ۲۷         | ۲۲         | مکه                | ۱۰۹              | ۴۵۸              | —          | N            | N            | —           |
| طارق     | ۸۶            | ۵۲            | ۱۷         | ۳۶         | ۱۵         | مکه                | ۶۱               | ۲۳۹              | —          | N            | Yes          | —           |
| اعلی     | ۸۷            | ۸             | ۱۹         | ۸          | ۱۹         | مکه                | ۷۲               | ۲۷۱              | —          | Yes          | N            | —           |
| غاشیه    | ۸۸            | ۶۱            | ۲۶         | ۶۸         | ۳۴         | مکه                | ۷۲               | ۳۸۲              | —          | N            | Yes          | —           |
| فجر      | ۸۹            | ۶۶            | ۳۰         | ۱۰         | ۳۵         | مکه                | ۱۳۹              | ۵۷۷              | —          | N            | N            | —           |
| بلد      | ۹۰            | ۱۹            | ۲۰         | ۳۵         | ۱۱         | مکه                | ۸۲               | ۳۳۰              | —          | N            | N            | —           |
| شمس      | ۹۱            | ۴۶            | ۱۵         | ۲۶         | ۱۶         | مکه                | ۵۴               | ۲۴۷              | —          | N            | N            | —           |
| لیل      | ۹۲            | ۸۳            | ۲۱         | ۹          | ۱۰         | مکه                | ۷۱               | ۳۰۲              | —          | N            | N            | —           |
| ضحی      | ۹۳            | ۵۱            | ۱۱         | ۱۱         | ۱۳         | مکه                | ۴۰               | ۱۹۲              | —          | N            | N            | —           |
| انشراح   | ۹۴            | ۴۴            | ۸          | ۱۲         | ۱۲         | مکه                | ۲۶               | ۱۰۲              | —          | N            | N            | —           |
| تین      | ۹۵            | ۲۶            | ۸          | ۲۸         | ۲۰         | مکه                | ۳۴               | ۱۵۰              | —          | N            | Yes          | —           |
| علق      | ۹۶            | ۵۹            | ۱۹         | ۱          | ۱          | مکه                | ۷۲               | ۲۸۰              | —          | N            | N            | آیه ۱۹      |
| قدر      | ۹۷            | ۷۳            | ۵          | ۲۵         | ۱۴         | مکه                | ۳۰               | ۱۱۲              | —          | N            | N            | —           |
| بینه     | ۹۸            | ۲۰            | ۸          | ۱۰۰        | ۹۲         | مدینه              | ۹۴               | ۳۹۹              | —          | N            | N            | —           |
| زلزال    | ۹۹            | ۴۰            | ۸          | ۹۳         | ۲۵         | مدینه              | ۳۵               | ۱۴۹              | —          | N            | N            | —           |
| عادیات   | ۱۰۰           | ۵۶            | ۱۱         | ۱۴         | ۳۰         | مکه                | ۴۰               | ۱۶۳              | —          | N            | N            | —           |
| قارعة    | ۱۰۱           | ۷۲            | ۱۱         | ۳۰         | ۲۴         | مکه                | ۳۶               | ۱۵۰              | —          | N            | N            | —           |
| تکاثر    | ۱۰۲           | ۲۴            | ۸          | ۱۶         | ۸          | مکه                | ۲۸               | ۱۲۰              | —          | N            | N            | —           |
| عصر      | ۱۰۳           | ۵۸            | ۳          | ۱۳         | ۲۱         | مکه                | ۱۴               | ۶۸               | —          | Yes          | Yes          | —           |
| همزه     | ۱۰۴           | ۱۰۹           | ۹          | ۳۲         | ۶          | مکه                | ۳۳               | ۱۳۰              | —          | N            | N            | —           |
| فیل      | ۱۰۵           | ۷۰            | ۵          | ۱۹         | ۹          | مکه                | ۲۳               | ۹۶               | —          | N            | N            | —           |
| قریش     | ۱۰۶           | ۷۴            | ۴          | ۲۹         | ۴          | مکه                | ۱۷               | ۷۳               | —          | N            | N            | —           |
| ماعون    | ۱۰۷           | ۸۶            | ۷          | ۱۷         | ۷          | مکه                | ۲۵               | ۱۱۴              | —          | N            | N            | —           |
| کوثر     | ۱۰۸           | ۸۱            | ۳          | ۱۵         | ۵          | مکه                | ۱۰               | ۴۲               | —          | N            | N            | —           |
| کافرون   | ۱۰۹           | ۷۹            | ۶          | ۱۸         | ۴۵         | مکه                | ۲۶               | ۹۹               | —          | N            | Yes          | —           |
| نصر      | ۱۱۰           | ۱۰۵           | ۳          | ۱۱۴        | ۱۱۱        | مدینه              | ۱۶               | ۷۷               | —          | N            | N            | —           |
| مسد      | ۱۱۱           | ۹۳            | ۵          | ۶          | ۳          | مکه                | ۲۳               | ۷۴               | —          | N            | N            | —           |
| اخلاص    | ۱۱۲           | ۵             | ۴          | ۲۲         | ۴۴         | مکه                | ۱۱               | ۴۷               | —          | N            | N            | —           |
| فلق      | ۱۱۳           | ۶۹            | ۵          | ۲۰         | ۴۶         | مکه                | ۲۳               | ۷۴               | —          | N            | N            | —           |
| ناس      | ۱۱۴           | ۱۰۰           | ۶          | ۲۱         | ۴۷         | مکه                | ۲۰               | ۷۸               | —          | N            | N            | —           |

## فهرست اسامی و محتوای سوره‌های قرآن
راهنمای جدول: (      ن/م = نداشتن مورد)
| تصویر خطاطی | شماره سوره | نام سوره | دیگر نام‌ها    | اهم محتوای سوره |
| ----------- | ---------- | -------- | ------------- | --- |
|             | ۱          | فاتحه    | حمد           | - خداشناسی - معادشناسی - راهنماشناسی |
|             | ۲          | بقره     | فردوس         | - مسائل اعتقادی - احکام فقهی - قرآن‌شناسی (اعجاز قرآن) - جهاد و مبارزه با دشمنان اسلام - مسائل معنوی و اخلاقی - داستان تغییر قبله - داستان بنی اسرائیل، یهود و اهل کتاب - داستان خلقت آدم و آغاز زندگی نسل بشر - داستان برخی از پیامبران گذشته - داستان هاروت، ماروت، طالوت و جالوت - گروه‌بندی و تقسیم مردم به مؤمنان، کافران و منافقان |
|             | ۳          | آل عمران | طیبه          | - شناخت مردم و جامعه - جریان ولادت عیسی و یحیی - یادکرد برخی از غزوات اسلام - داستان مباهله - مقام شهید و فضیلت جانبازی - مسائل عقیدتی |
|             | ۴          | نساء     | نساء کبری     | - دعوت به ایمان و عدالت - حمایت از نیازمندان - قوانین ازدواج و احکام خانواده و مسئله طلاق و نشوز - حکومت اسلامی - قانون ارث - حقوق و وظایف متقابل فرد و جامعه |
|             | ۵          | مائده    | احبار         | - مسئله ولایت - تثلیث مسیحیت - عدالت اجتماعی و پایبندی به عهود و قراردادها - مسائل فقهی … |
|             | ۶          | انعام    | —             | - بیان احکام ذبح و چهارپایان - توحید و صفات خدا - وحی و نبوت - معاد و ثواب و عقاب - داستان ابراهیم نبی و مناظرات او - توصیه‌های عقیدتی، اخلاقی و اجتماعی |
|             | ۷          | اعراف    | میثاق         | - داستان آدم و ابلیس، موسی و شعیب، نوح و صالح - اصول اساسی دعوت پیامبران - قرآن‌شناسی - داستان اعراف - آداب حضور در مساجد و مجامع مذهبی |
|             | ۸          | انفال    | بدر           | - بیان دو حکم انفال و خمس - ماجرای جنگ بدر - صلح و آشتی میان مسلمانان - اطاعت از رهبری - ضرورت آمادگی رزمی با تمام توان در مقابل دشمن - موارد جنگ و صلح - صبر و استقامت در برابر دشمن |
|             | ۹          | توبه     | برائت         | - برخی احکام شرعی - جریان جنگ تبوک - مسئله برائت از مشرکان - اوصاف و ویژگی‌های پیامبر اسلام - مسائل جنگ و جهاد - افشای منافقان و خیانت‌های آنها - ماجرای پذیرش توبه متخلفان از جنگ تبوک - داستان مسجد ضرار - اهداف بعثت پیامبران |
|             | ۱۰         | یونس     | —             | - وحی و نبوت - خداشناسی و ادله اثبات خدا - داستان نوح، موسی و سرگذشت بنی اسرائیل - سنت‌ها و قوانین الهی در جامعه - بیان آیات تکوینی خدا و اسرار آفرینش |
|             | ۱۱         | هود      | —             | - سرگذشت نوح، هود، صالح، لوط، ابراهیم و موسی - مبارزه با فساد و انحراف - اثبات حقانیت وحی و قرآن - اسرار طبیعت و خلقت - ابتلا و آزمایش انسان |
|             | ۱۲         | یوسف     | —             | - داستان یوسف |
|             | ۱۳         | رعد      | —             | - خداشناسی معجزه بودن قرآن - معاد و رستاخیز - شگفتی‌های جهان خلقت - تاریخ عبرت‌انگیز اقوام و ملل نافرمان - مسائل اخلاقی |
|             | ۱۴         | ابراهیم  | —             | - ذکر اصول و مبانی اسلام - بیان نزول قرآن و اهداف آن - وحدت اهداف همه پیامبران - فرازهایی از داستان ابراهیم - مبارزه با روش‌های و عادت‌های جاهلی |
|             | ۱۵         | حجر      | —             | - داستان قوم لوط و ایکه و اصحاب حجر - داستان ابراهیم و لوط - داستان تمرد ابلیس از فرمان خدا - آفرینش انسان - عظمت قرآن و مسئله تحریف ناپذیری آن - نقش قوانین و سنت‌های الهی بر جامعه |
|             | ۱۶         | نحل      | نعم           | - زندگی زنبور عسل و فواید آن - ذکر نعمت‌های خداوند - خداشناسی - معاد و بهشت و جهنم - هجرت و جهاد - بعثت انبیاء و اهداف آنان |
|             | ۱۷         | اسراء    | بنی اسرائیل   | - توحید - معاد - معراج پیامبر اسلام - داستان موسی با فرعون و بنی اسرائیل - داستان نوح - مسئله اختیاری و آزادی عمل و اراده - قانون‌گذاری و تشریع چند حکم فقهی - مسائل اخلاقی - حقوق والدین و خویشاوندان |
|             | ۱۸         | کهف      | اصحاب کهف     | - داستان اصحاب کهف - داستان موسی و خضر - داستان ذوالقرنین و یاجوج و ماجوج - مبدأ و معاد |
|             | ۱۹         | مریم     | —             | - سرگذشت یحیی، زکریا، اسماعیل، ادریس، مسیح و ابراهیم - داستان مریم و ولادت عیسی - قیامت - مسئله شفاعت - ترسیم سرنوشت صالحان و بدکاران در قیامت |
|             | ۲۰         | طه       | موسی          | - بیان عظمت قرآن - داستان موسی - ماجرای ساحران و گوساله سامری - داستان آدم و حوا و هبوط به زمین - معاد - خداشناسی - مسئله شفاعت |
|             | ۲۱         | انبیاء   | اقترب         | - بیان زندگی ۲۵ تن از پیامبران - خداشناسی - توحید، نبود، شفاعت و ابتلای بشر |
|             | ۲۲         | حج       | —             | - بیان نشانه‌های قیامت - خلقت انسان و مراحل رشد و تکامل آدمی - داستان زندگی برخی پیامبران - هجرت، دفاع و جهاد - تبیین و تشریع برخی از مسائل فقهی |
|             | ۲۳         | مؤمنون   | قد افلح       | - اوصاف مؤمنان و نشانه‌های ایمان - آفرینش انسان - داستان کشتی نوح - داستان موسی و هارون با فرعون - بیان برخی از نعمت‌های الهی - معاد و مسئله حساب و میزان |
|             | ۲۴         | نور      | —             | - ذکر برخی از احکام فقهی - داستان افک - آداب ورود به خانه دیگران - رعایت ادب در حضور پیامبر اسلام - بیان مقررات درون خانواده - وعده حکومت نهایی مؤمنان بر زمین |
|             | ۲۵         | فرقان    | تبارک         | - نزول تدریجی قرآن و جهانی بودن آن - توحید - نبوت و شیوه تبلیغ پیامبران - داستان موسی و هارون - اوصاف و ویژگی‌های عبادالرحمان |
|             | ۲۶         | شعراء    | طسم           | - شفقت خدا نسبت به پیامبر اسلام - داستان موسی، هارون، نوح، صالح، لوط و اقوام آنها - بیان عظمت قرآن - سخنی دربارهٔ شاعران هجوگو |
|             | ۲۷         | نمل      | سلیمان        | - بیان عظمت قرآن - خداشناسی و اثبات توحید - معاد - داستان سلیمان، لوط، موسی و صالح و اقوامشان |
|             | ۲۸         | قصص      | —             | - داستان موسی و فرعون - داستان ازدواج موسی با دختر شعیب - داستان موسی و هارون - داستان قارون - نوید حکومت حق و عدل برای مستضعفان |
|             | ۲۹         | عنکبوت   | —             | - قانون آزمایش عمومی - شفقت خدا نسبت به پیامبر اسلام - حقوق والدین - شیوه مجادله و مناظره با دشمن - سرنوشت اقوام گذشته همچون قارون و فرعون - مسئله هجرت و مجاهدت در راه خدا |
|             | ۳۰         | روم      | —             | - پیشگویی از پیروزی رومیان بر ایرانیان - بیان آیات عظمت خداوند در هستی - بیان توحید فطری - شرح و تبیین احوالات افراد بی ایمان - اشاره به بخشی از قوانین و سنت‌های الهی در جامعه همچون قانون زوجیت |
|             | ۳۱         | لقمان    | —             | - عظمت و هدایتگری قرآن برای مؤمنان - نشانه‌های خدا در آفرینش - سخنان حکیمانه لقمان - معاد و احوال قیامت |
|             | ۳۲         | سجده     | الم سجده      | - عظمت قرآن و نزول آن از جانب خدا - آفرینش انسان از خاک و نطفه و روح الهی - نشانه‌های عظمت و قدرت الهی در آسمان و زمین - رستاخیز و حساب - خلقت زمین و آسمان در شش روز - اشاره‌ای کوتاه به تاریخ بنی اسرائیل |
|             | ۳۳         | احزاب    | —             | - بیان چند حکم فقهی - مباحثی از نبوت همچون ولایت پیامبر اسلام بر مؤمنان - جنود الهی مانند فرشتگان و عوامل غیبی - شرح داستان احزاب - شرح اجمالی جنگ بنی قریظه - داستان ازدواج پیامبر اسلام با زینب - بیان امانت مهم |
|             | ۳۴         | سبأ      | —             | - خلقت آسمان و زمین - رستاخیز و ثواب و عقاب - نبوت و مسئله انذار - توحید و صفت جلال و جمال - بخش‌هایی از تاریخ داوود و سلیمان - داستان قوم سبأ |
|             | ۳۵         | فاطر     | ملائکه        | - خلقت آسمان و زمین و فرشتگان - توحید و ربوبیت و رزاقیت خدا - نبوت و رهبری و نبرد پیامبران با کافران - شمارش برخی از نعمت‌های خداوند - رستاخیز و بیان نتایج اعمال انسان‌ها - پشیمانی کافران در قیامت |
|             | ۳۶         | یس       | قلب قرآن      | - بیان عظمت و اهمیت قرآن - رسالت و نبوت عامه و خاصه - داستان پیامبران شهر انطاکیه - خداشناسی و نشانه‌های قدرت خدا - رستاخیز و کیفیت زنده شدن مردگان - سخن گفتن اعضا و جوارح در قیامت - اراده تکوینی الهی |
|             | ۳۷         | صافات    | —             | - اشاره به گروه‌هایی از فرشتگان - اشاره به گروه شیاطین وسوسه‌گر - مسئله نبوت و سرنوشت تکذیب کنندگان پیامبران الهی - معاد و شرح حال کافران در قیامت - تاریخ ابراهیم، اسماعیل، اسحاق، موسی، هارون، عیسی، لوط و یونس - پیروزی لشکر حق بر کفر                                                                                                |
|             | ۳۸         | ص        | داوود         | - نزول قرآن، احوال منکران قرآن و لزوم تدبر در آن - خداشناسی - بخش‌هایی از تاریخ اقوام و ملل گذشته همچون قوم عاد و ثمود و… - فرازهایی از تاریخ زندگی داوود و سلیمان - تجلیل از ابراهیم، اسحاق، اسماعیل، یعقوب، الیسع و ذوالکفل - خلقت آدم و حوا                                                                                          |
|             | ۳۹         | زمر      | غـُرَف          | - بیان حقانیت و اهمیت قرآن - بیان اقسام چهارگانه توحید - بیان رستاخیز و مسائل مربوط به آن - اخلاص در دین و عبادت - اشاره به سرنوشت امت‌های گذشته |
|             | ۴۰         | غافر     | مومن          | - بیان تقابل دائم حق و باطل - خداشناسی و توحید - تاریخ بنی‌اسرائیل، موسی، هارون و فرعون و هامان - مطالبی از خلقت انسان - معاد - تشویق به سیر و سیاحت به جهت عبرت آموزی |
|             | ۴۱         | فصلت     | حم سجده       | - نزول قرآن و اوصاف آن - آفرینش آسمان و زمین از گاز - یادآوری سرنوشت عبرت‌انگیز قوم عاد و ثمود - صحنه رستاخیز و زنده شدن مردگان - آیات آفاقی و انفسی الهی |
|             | ۴۲         | شوری     | شریعت         | - نزول قرآن و آثار هدایتی آن - مودت ذی القربی به عنوان پاداش نبوت - ادله توحید و صفات الهی - وحدت ادیان آسمانی و یگانگی اصول آیینی انبیاء - معاد - صفت مؤمنان و مباحث اخلاقی |
|             | ۴۳         | زخرف     | —             | - نزول قرآن به صورت کتاب روشنگر - نبوت و اهداف آن - توحید و ادله آن - معاد و ترسیم صحنه‌ای تکان دهنده از رستاخیز - بخش‌هایی از تاریخ پیامبران گذشته |
|             | ۴۴         | دخان     | —             | - بیان عظمت قرآن - خداشناسی - خلقت آسمان و زمین و هدف از آفرینش - نشانه‌های آستانه وقوع قیامت - تاریخ بنی اسرائیل |
|             | ۴۵         | جاثیه    | شریعت         | - عظمت و اهمیت قرآن - خلقت آسمان و زمین و موجودات - نزول آب و دیگر ارزاق از آسمان - پدید آمدن شب و روز - ترسیم صحنه قیامت و اجتماع همه انسان‌ها در محشر |
|             | ۴۶         | احقاف    | —             | - بیان عظمت قرآن - مبارزه با شرک و بت‌پرستی - عمومیت و گسترش دعوت پیامبر اسلام - هدفدار بودن خلقت - معاد و سرنوشت مؤمنان و کافران در قیامت - تاریخ قوم عاد و پیامبرشان هود |
|             | ۴۷         | محمد     | قتال          | - ایمان و کفر و مقایسه موقعیت مؤمنان و کافران - جهاد و دستورهای فقهی دربارهٔ اسیران - بیان بخشی از حالات منافقان - روی نیاوردن به صلح ذلت بار - دستور به سیر در زمین و عبرت‌گیری - تشویق به تدبر در قرآن |
|             | ۴۸         | فتح      | —             | - بشارت به فتح مکه - حوادث جریان صلح حدیبیه و بیعت رضوان - اشاره به کارشکنی‌های منافقان - اوصاف ویژه پیروان اسلام |
|             | ۴۹         | حجرات    | —             | - احترام و تکریم همدیگر - پرهیز از تمسخر و تحقیر - حفظ اسرار دیگران - آداب معاشرت و سخن گفتن با پیامبر اسلام - رعایت اخلاق اجتماعی که باعث محبت و امنیت جامعه اسلامی می‌شود - پرهیز از شایعه سازی - رعایت تقوا - اطاعت از رهبر - ایجاد قسط و عدل                                                                                        |
|             | ۵۰         | ق        | باسقات        | - تعجب و انکار کافران نسبت به معاد - استدلال بر معاد - ثبت اعمال و رفتار بشر - اوصاف بهشت و دوزخ - ذکر حوادث تکان‌دهنده‌ای از پایان جهان |
|             | ۵۱         | ذاریات   | —             | - سوگند به پنج پدیده مهم باد، ابر، کشتی، فرشته و آسمان - رستاخیز و حتمی بودن جهان دیگر - داستان مهمانان ابراهیم - نیکوکاران و نشانه‌های آنان - مسئله زوجیت در جهان آفرینش - پرداختن به تاریخ موسی و هارون |
|             | ۵۲         | طور      | —             | - سوگند به چند موضوع مهم چون کوه طور، کتاب مسطور و… - رستاخیز و ترسیم سرنوشت نیکان و بدان - ذکر برخی از نعمت‌های خدا به پرهیزکاران در بهشت - اتهامات ناروای کافران به پیامبر اسلام - خداشناسی |
|             | ۵۳         | نجم      | —             | - حجیت احادیث پیامبر اسلام - شرح معراج پیامبر - مبارزه با عقائد و افکار خرافی مشرکان و قطع رابطه با دشمنان خدا - اشاره به سرگذشت برخی از اقام همچون عاد، ثمود، نوح و لوط |
|             | ۵۴         | قمر      | اقتربت        | - معجزه شق القمر - کیفیت حشر کافران و سرنوشت نیکوکاران و بدکاران - بخش‌هایی از تاریخ پرماجرای نوح - بخشی‌هایی از تاریخ اقوام و ملت‌های گذشته همچون عاد، ثمود، لوط و آل فرعون - آسان فهمی قرآن - ثبت و ضبط دقیق تمام اعمال و رفتار بشر برای محاسبه در جهان دیگر                                                                            |
|             | ۵۵         | الرحمن   | عروس القرآن   | - نعمت بزرگ خلقت، تعلیم و تربیت، حساب و میزان و وسایل رفاهی انسان - چگونگی آفرینش انس و جن - نشانه‌های خداوند در زمین و آسمان - معاد |
|             | ۵۶         | واقعه    | —             | - وقوع قیامت و نشانه‌های آن - تقسیم انسان‌ها به سه گروه اصحاب شمال، اصحاب یمین و مقربان - انتساب خلقت انسان، نزول باران و رشد گیاهان به خدا - ترسیم حالات احتضار |
|             | ۵۷         | حدید     | —             | - خداشناسی - آفرینش زمین و آسمان در شش روز - ترسیم وضعیت مؤمنان و منافقان در قیامت - نفی رهبانیت و کناره‌گیری از جامعه - جایگاه جهاد، انفاق و قرض دادن - بلایا، مصائب و تقدیران الهی - قسط و عدل به واسطه انزال کتاب و رسولان… |
|             | ۵۸         | مجادله   | ظهار          | - داستان گفت و گوی زنی با پیامبر اسلام دربارهٔ ظهار - اجکام فقهی ظهار - آداب معاشرت با مردم و رعایت حقوق دیگران - نهی از نجوا و حرفه‌های زیرگوشی و حدود و شرایط آن - مصادیق حزب‌الله و حزب الشیطان - صفات مؤمنان |
|             | ۵۹         | حشر      | بنی نضیر      | - تسبیح خداوند توسط همه اشیاء - داستان جنگ بنی نضیر - احکام فیء (زمینی که بدون جنگ به دست می‌آید) - وجوب اطاعت از پیامبر اسلام - تمجید از زحمات و فداکاری‌های مهاجران و انصار - عظمت و قداست قرآن - سرزنش منافقان |
|             | ۶۰         | ممتحنه   | مودت          | - استقلال فکری و سیاسی اسلام بر مبنای حب و بغض فی الله - اسوه بودن ابراهیم و محمد - بیعت زنان با پیامبر پس از فتح مکه - امتحان زنان مهاجر |
|             | ۶۱         | صف       | حواریون       | - دعوت به هماهنگی گفتار و کردار و توبیخ از شعارهای بدون عمل - دعوت به جهاد - بشارت مسیح به ظهور پیامبر اسلام - اشاره به حواریون عیسی |
|             | ۶۲         | جمعه     | —             | - تسبیح خدا توسط تمام پدیده‌های جهان - بعثت پیامبران و اهداف آن - مذمت عالمان بی عمل در قالب یک تمثیل زیبا - حکم وجوب نماز جمعه و لزوم شرکت همگان در آن - ارزش کسب حلال و فعالیت‌های اقتصادی مشروع |
|             | ۶۳         | منافقون  | —             | - نشانه‌های منافقان - مراقبت دائم و کنترل توطئه‌های منافقان - عوامل غلفت از یاد خدا - انفاق در راه خدا |
|             | ۶۴         | تغابن    | —             | - تسبیح خداوند توسط موجودات عالم - اشاره به خلقت زمین و آسمان - وسیله بودن مال، زن و فرزند برای آزمایش انسان - معاد و ترسیم سرنوشت نیکوکاران و بدکاران |
|             | ۶۵         | طلاق     | یا ایها النبی | - احکام فقهی - نقش تربیتی پیامبران در جامعه - خداشناسی - رستاخیز - اشاره به سرنوشت گذشتگان - تقوا و آثار آن |
|             | ۶۶         | تحریم    | متحرم         | - بیان ماجرای توطئه برخی از همسران پیامبر ضد وی - مراقبت در تعلیم و تربیت خانواده - جهاد با کافران و منافقان - توبه نصوح و آثار آن |
|             | ۶۷         | ملک      | تبارک         | - مباحث خداشناسی و اوصاف خدا - آفرینش آسمان و زمین - مرگ و حیات وسیله آزمایش الهی - معاد |
|             | ۶۸         | قلم      | ن             | - نگاهی به مقام اخلاقی پیامبر اسلام - بیان عظمت قلم در قالب سوگند - داستان صاحبان باغ بلازده - بیان مهلت خداوند به بندگان - سرنوشت پرهیزکاران و بدکاران در آخرت |
|             | ۶۹         | حاقه     | سلسله         | - حقانیت و حتمیت روز قیامت و نشانه‌های وقوع آن - تقسیم انسان‌ها به اصحاب یمین و شمال - عظمت قرآن و مصونیت آن از آمیختگی با کلام بشر |
|             | ۷۰         | معارج    | ذی معارج      | - بیان عذاب منکران گفتار پیامبر اسلام - ویژگی‌های روز قیامت و وضعیت کافران در آن روز - نشانه‌های نمازگزاران - ویژگی‌های روحی اخلاقی انسان |
|             | ۷۱         | نوح      | —             | - داستان نوح و نصایح وی - نشانه‌های توحید و اسرار خلقت - شمارش نعمت‌های الهی - تأکید نوح به تقوا و اطاعت از خدا - دعای آموزنده نوح |
|             | ۷۲         | جن       | وحی           | - مسائلی پیرامون جن - خط بطلان بر عقائد خرافی دربارهٔ جن |
|             | ۷۳         | مزمل     | —             | - دعوت به تلاوت قرآن، خواندن نماز و انفاق - بیان سختی‌های روز قیامت بر منکران - اشاره‌ای به طغیان و عصیان فرعون |
|             | ۷۴         | مدثر     | —             | - قیام برای مبارزه با فساد اجتماعی - بیان محورهای اصلی دعوت پیامبر اسلام - طهارت و اجتناب از پلیدی - ویژگی‌های دوزخ - ویژگی‌های جهنمیان و بهشتیان - نشانه‌های انسان‌های متکبر و مغرور - معرفی قرآن به عنوان وسیله تذکر و عامل هدایت |
|             | ۷۵         | قیامه    | —             | - بیان حوادث پایان جهان - حال نیکوکاران و بدکاران در قیامت - لحظات پر اضطراب مرگ - هدف از آفرینش و رابطه آن با معاد - زنده شدن مردگان در قیامت |
|             | ۷۶         | انسان    | دهر           | - اشاره به خلقت انسان و ماده اولیه آفرینش او - هدایت تکوینی و تشریعی انسان از سوی خدا - اراده و آزادی انسان در تعیین سرنوشت خود - وضعیت کافران در روز قیامت - ویژگی‌های پارسیان در قیامت - داستان نذر خاندان پیامبر اسلام و آیه اطعام - نکات اخلاقی همچون صبر و کناره‌گیری از گناهکاران                                                  |
|             | ۷۷         | مرسلات   | —             | - سوگند به پدیده‌های مادی و معنوی - تأکید بر وقوع قیامت و بیان نشانه‌های آن - هلاکت و بدبختی مجرمان و گناهکاران به عنوان سنتی الهی - اشاره به خلقت اولیه انسان - ترسیم سرنوشت مجرمان و پرهیزکاران |
|             | ۷۸         | نبأ      | عمّ یتسائلون   | - خبر از برپایی قیامت و بیان نشانه‌های وقوع آن - اشاره به حرکت زمین و کرات آسمانی - مسئله زوجیت - پیدایی شب و روز و نزول باران - اشاره به جایگاه ستمگران و پرهیزکاران |
|             | ۷۹         | نازعات   | ساهره         | - سوگند به پنج پدیده مهم - تأکید بر حتمی بودن قیامت - ارائه بخش‌هایی از زندگی موسی - ترسیم سرنوشت نیکان و ستمگران در قیامت - اشاره به قوانین و سنت‌های الهی حاکم بر جامعه |
|             | ۸۰         | عبس      | سَفَره          | - عظمت هدایتگری و سازندگی قرآن - سرزنش شدید متکبران و نهی از رفتار تحقیرآمیز - شکستن حس برتری جویی انسان با توجه دادن به منشأ پیدایی وی - شمارش برخی از نعمت‌های خدا - خبر از وقوع حتمی قیامت |
|             | ۸۱         | تکویر    | کورت          | - بیان برخی از حوادث در آستانه قیامت و پس از آن - بیان حقانیت و اعتبار قرآن و آورنده آن - حاکمیت مطلق الهی در جهان تکوین و تشریع |
|             | ۸۲         | انفطار   | انفطرت        | - حوادث پایان جهان - توجه دادن به نعمت‌های بزرگ نهفته در وجود انسان - ثبت دقیق اعمال انسان - سرنوشت نیکان و بدان در قیامت و سختی‌های آن روز |
|             | ۸۳         | مطففین   | تطفیف         | - تهدید و هشدار به کم فروشان - ترسیم سرنوشت نیکان و مجرمان در قیامت |
|             | ۸۴         | انشقاق   | —             | - اشاره به بخشی از علائم قیامت و پایان جهان - معاد و ترسیم سرنوشت اصحاب یمین و شمال - سوگند به چند پدیده طبیعی - خداشناسی و اقامه برهان حدوث عالم |
|             | ۸۵         | بروج     | —             | - تهدید و هشدار به کافران - اشاره به داستان اصحاب اخدود - داستان فرعون و ثمود - تبیین سرنوشت سعادتمندانه مؤمنان و صالحان در قیامت - عظمت، اصالت و اعتبار قرآن |
|             | ۸۶         | طارق     | نوم           | - بیان اهمیت و عظمت طارق با سوگند به آن - ثبت نظارت بر اعمال انسان - رستاخیز و ظهور اسرار نهانی انسان‌ها در آن روز - اشاره به عظمت قرآن - دستور مهلت دادن به کافران |
|             | ۸۷         | اعلی     | —             | - تسبیح و تقدیس خداوند - اشاره به قانون نظم و توازن - اشاره به هدایت فطری بشر - ترغیب به تزکیه نفس و خودسازی - مقایسه زندگی فانی دنیا و زندگی جاوید آخرت - اشاره ای کوتاه به صحف ابراهیم و موسی |
|             | ۸۸         | غاشیه    | —             | - رستاخیز - نشانه‌های توحید - بیان سرنوشت انسان‌های نیک و بد - بیان مهم‌ترین وظایف پیامبران |
|             | ۸۹         | فجر      | —             | - ایراد سوگندهای متعدد برای تهدید جباران و ستمگران - اشاره به انتقام شدید خدا از اقوام ستمگر - مسئله آزمایش انسان - مسئله معاد و بیان سرنوشت مجرمان و کافران و پاداش مؤمنان |
|             | ۹۰         | بلد      | —             | - سوگند به شهر مکه - اشاره به خلقت انسان - نعمت‌های الهی - تقسیم انسان در قیامت به اصحاب میمنه و مشئمه |
|             | ۹۱         | شمس      | ناقه          | - سوگند به اشیاء به جهت عظمت اشیاء - اشاره به نفس انسان و آمادگی آن برای کمال - خودسازی و تزکیه - اشاره به قوم ثمود و ناقه صالح |
|             | ۹۲         | لیل      | —             | - تهدید و انذار |
|             | ۹۳         | ضحی      | —             | - ذکر دو سوگند و بشارت به حمایت محمد - شکرگزاری از نعمت‌های الهی - بیان سه دستور اخلاقی و اجتماعی: مهربانی به یتیم، کمک به نیازمند و یادکردن از نعمت‌های خدا |
|             | ۹۴         | انشراح   | شرح           | - اهمیت شرح صدر - امدادهای غیبی و آسان ساختن بار سنگین رسالت - دستور به مجاهدت و خودسازی - وجود راحتی همراه با هر سختی |
|             | ۹۵         | تین      | زیتون         | - سوگند به دو میوه و دو مکان - بیان خلقت انسان به شکل موزون و متناسب - نجات انسان‌ها در سایه ایمان و عمل صالح |
|             | ۹۶         | علق      | اقرا          | - دستور به تحصیل علم و بیان ارزش قلم و نگارش - اشاره به ماده آغازین خلقت انسان - بیان اصول و خطوط کلی تعالیم اسلام در آغاز بعثت - بی‌نیازی، عامل طغیان و ناسپاسی انسان - بازگشت همه به سوی خدا - ترسیم دو چهره هدایت شدگان و گمراهان |
|             | ۹۷         | قدر      | انا انزلناه   | - بیان مطالبی دربارهٔ شب قدر - بیان تاریخ نزول قرآن |
|             | ۹۸         | بینه     | انفکاک        | - درخواست برهان و بینه از پیامبر خدا و انکار و کفر ورزیدن مشرکان پس از ارائه بینه و برهان - تقسیم مشرکان به گروه عنودی که در کفر فرورفته و جایگاه آنان جهنم است و گروه ایمان آورده که به بهشت برین نائل خواهند شد. |
|             | ۹۹         | زلزال    | زلزله         | - خبر از زلزله سنگین در آستانه قیامت - بیرون ریختن و پیدایی تمام ذخایر زمین بر اثر زلزله - به پاخاستن انسان از قبر و وحشت او بر اثر زلزله - شهادت زمین بر معاصی و طغیان ستمگران - خبر از حشر انسان‌ها و حضور در دادگاه الهی |
|             | ۱۰۰        | عادیات   | —             | - سوگند به اسب تیزرو جنگی و تجلیل از مجاهدان راه خدا - ترسیم پیروزی سپاه اسلام به فرماندهی علی بن ابی طالب در جنگ ذات السلاسل - بخل و ناسپاسی انسان - زنده شدن مردگان در رستاخیز |
|             | ۱۰۱        | قارعة    | —             | - خبر از وحشت و حوادث قیامت - سنجش اعمال به میزان مخصوص در قیامت |
|             | ۱۰۲        | تکاثر    | —             | - ترسیم چهره متکاثران و زراندوزان فخر فروش و توبیخ آنان - اشاره به پشیمانی و پی بردن انسان به مفاسد تکاثر و تفاخر در پایان عمر - اموال و اولاد نعمت الهی اند، نه وسیله مباهات و فخر فروشی |
|             | ۱۰۳        | عصر      | —             | - سوگند به عصر - ایمان و عمل صالح، عامل نجات انسان‌ها از زیانکاری و خسران - اشاعه فرهنگ صبر و استقامت در جامعه |
|             | ۱۰۴        | همزه     | لمزه          | - هشدار و توبیخ عیب جویان، سخن چینان، غیبت کنندگان و مسخره‌گران - هشدار و تهدید به ثروت اندوزان و محتکران |
|             | ۱۰۵        | فیل      | —             | - خبر از واقعه عام الفیل |
|             | ۱۰۶        | قریش     | ایلاف         | - منت گذاشتن بر قریش به جهت برخی نعمت‌ها |
|             | ۱۰۷        | ماعون    | ارایت         | - تهدید کسانی که خود را مسلمان می‌دانند ولی به اخلاق منافقین متخلق هستند. |
|             | ۱۰۸        | کوثر     | انا اعطیناک   | - بیان اعطای کوثر به عنوان نعمتی به پیامبر |
|             | ۱۰۹        | کافرون   | جحد           | - سخن دربارهٔ کافران و ایمان آنان |
|             | ۱۱۰        | نصر      | تودیع         | - خبر از ایمان آوردن مردم به صورت گروهی پس از فتح مکه - اشاره به مرگ محمد و آمادگی برای لقاء الله با حمد، تسبیح، استغفار و شکرگزاری |
|             | ۱۱۱        | مسد      | ابی‌لهب        | - بیان نفرین خدا به ابولهب و عاقبت وی و همسرش |
|             | ۱۱۲        | اخلاص    | توحید         | - توحید و خداشناسی |
|             | ۱۱۳        | فلق      | مشقشقتان      | - دستور به پیامبر برای پناه بردن به خدا از شرها |
|             | ۱۱۴        | ناس      | مشقشقتان      | - دستور به پیامبر برای پناه بردن به خدا از وسوسه‌ها |

## یادداشت
1. ↑  آغازگر سوره‌ها
2. ↑  آغاز سوره‌ها
3. ↑  The mysterius letters

## سایر نام‌های سوره‌ها
1. ↑  اساس - استعانت= یاری خواستن / استقامت / ام الکتاب (ام القرآن) / انعام=نعمت‌ها / تفویض= واگذاشتن به دیگری / تعلیم مسئله / ثناء / حمد اولی / حمد قصری / دعا / راقیه= پناه دهنده / سبع المثانی / سؤال / شافی (شفا) / شکر / صلات / فاتحة الکتاب= شروع کننده کتاب (قرآن) / قرآن عظیم / کافیه / کنز / لازمه / مناجات / نور / وافیه / هدایت. ببینید: دفتر تبلیغات اسلامی، فرهنگ‌نامه علوم قرآنی، ۷۸۹. و طبرسی، مجمع البیان، ۱:‎ ۸۷.
2. ↑  زهراوان (زهرا)= درخشان {نام مشترک دو سوره بقره و آل عمران} / کرسی / الم ذلک الکتاب / فسطاط القرآن= خیمه قرآن / سنام القرآن= اوج قرآن. ببینید: دفتر تبلیغات اسلامی، فرهنگ‌نامه علوم قرآنی، ۷۸۳.
3. ↑  طیبه=پاکیزه / زهراوان (زهراء)= درخشان / دیابیج القرآن= حریرهای قرآن ببینید: دفتر تبلیغات اسلامی، فرهنگ‌نامه علوم قرآنی، ۷۷۸.
4. ↑  عقود=پیمان‌ها / منقذه= نجات بخش. ببینید: دفتر تبلیغات اسلامی، فرهنگ‌نامه علوم قرآنی، ۸۰۳.
5. ↑  میقات. ببینید: دفتر تبلیغات اسلامی، فرهنگ‌نامه علوم قرآنی، ۲۷۵۷.
6. ↑  بحوث=کاوش / برائت=بیزاری / حافره= کندن / سیف=شمشیر / عذاب / فاضحه= افشاگر / مبعثره= آگاه‌ساز / مثیره= انتقام گیرنده / مخزیه= خوار کننده / مدمدمه / مشرده / مُقَشقِشِه (مشقشِقَه)= شفا یافتن / منقره=بیان نادرستی / منکله. ببینید: دفتر تبلیغات اسلامی، فرهنگ‌نامه علوم قرآنی، ۷۸۷.
7. ↑  نعیم. ببینید: دفتر تبلیغات اسلامی، فرهنگ‌نامه علوم قرآنی، ۳۱۱۲.
8. ↑  سبحان. ببینید: دفتر تبلیغات اسلامی، فرهنگ‌نامه علوم قرآنی، ۷۸۰.
9. ↑  حائله= مانع. ببینید: دفتر تبلیغات اسلامی، فرهنگ‌نامه علوم قرآنی، ۸۰۲.
10. ↑  کلیم. ببینید: دفتر تبلیغات اسلامی، فرهنگ‌نامه علوم قرآنی، ۲۹۸۸.
11. ↑  جامعه. ببنید: دفتر تبلیغات اسلامی، فرهنگ‌نامه علوم قرآنی، ۷۹۱.
12. ↑  طس. ببینید: دفتر تبلیغات اسلامی، فرهنگ‌نامه علوم قرآنی، ۳۱۲۰.
13. ↑  مضاجع= محل استراحت / سجده لقمان / الم تنزیل / جُرُز= زمین‌های بی آب و علف. ببینید: دفتر تبلیغات اسلامی، فرهنگ‌نامه علوم قرآنی، ۷۹۰.
14. ↑  حبیب نجار / دافعه / مُعَمّه / قاضیه. ببینید: دفتر تبلیغات اسلامی، فرهنگ‌نامه علوم قرآنی، ۸۱۱.
15. ↑  طَول= فضل و رحمت / حم اول / حم مؤمن. ببینید: دفتر تبلیغات اسلامی، فرهنگ‌نامه علوم قرآنی، ۷۹۶.
16. ↑  مصابیح= چراغ‌ها. ببینید: دفتر تبلیغات اسلامی، فرهنگ‌نامه علوم قرآنی، ۷۹۷.
17. ↑  حم عسق. ببینید: دفتر تبلیغات اسلامی، فرهنگ‌نامه علوم قرآنی، ۲۹۴۱.
18. ↑  دهر= قیامت. ببینید: دفتر تبلیغات اسلامی، فرهنگ‌نامه علوم قرآنی، ۸۷۷.
19. ↑  قتال= جنگ / الذین کفروا. ببینید: دفتر تبلیغات اسلامی، فرهنگ‌نامه علوم قرآنی، ۳۰۲۲.
20. ↑  باسقات= شیء بلند و مرتفع. ببینید: دفتر تبلیغات اسلامی، فرهنگ‌نامه علوم قرآنی، ۳۰۱۹.
21. ↑  اقتربت الساعه / مبیضه= نورانیت. ببینید: دفتر تبلیغات اسلامی، فرهنگ‌نامه علوم قرآنی، ۸۰۰.
22. ↑  آلاء= نعمت‌ها. ببینید: دفتر تبلیغات اسلامی، فرهنگ‌نامه علوم قرآنی، ۷۸۱.
23. ↑  قد سمع. ببینید: دفتر تبلیغات اسلامی، فرهنگ‌نامه علوم قرآنی، ۸۰۵.
24. ↑  امتحان / مرأة. ببینید: دفتر تبلیغات اسلامی، فرهنگ‌نامه علوم قرآنی، ۸۰۸.
25. ↑  عیسی. ببینید: دفتر تبلیغات اسلامی، فرهنگ‌نامه علوم قرآنی، ۷۹۳.
26. ↑  نساء قصری. ببینید: دفتر تبلیغات اسلامی، فرهنگ‌نامه علوم قرآنی، ۷۹۴.
27. ↑  مانعه= بازدارنده / مناعه= بسیار بازدارنده / منجیه= نجات دهنده / واقیه= نگهدارنده / مجادله= مناظره. ببینید: دفتر تبلیغات اسلامی، فرهنگ‌نامه علوم قرآنی، ۸۰۷.
28. ↑  ن و القلم. ببینید: دفتر تبلیغات اسلامی، فرهنگ‌نامه علوم قرآنی، ۷۹۹.
29. ↑  سَأل / واقع. ببیید: دفتر تبلیغات اسلامی، فرهنگ‌نامه علوم قرآنی، ۸۰۶.
30. ↑  سور قل / قلاقل. ببینید: دفتر تبلیغات اسلامی، فرهنگ‌نامه علوم قرآنی، ۲۸۵۱.
31. ↑  دهر= روزگار / ابرار= نیکان / هل اتی. ببینید: دفتر تبلیغات اسلامی، فرهنگ‌نامه علوم قرآنی، ۷۸۲.
32. ↑  عمّ / تساؤل / معصرات= ابرهای باران زا. ببینید: دفتر تبلیغات اسلامی، فرهنگ‌نامه علوم قرآنی، ۸۰۹.
33. ↑  طامّه. ببینید: دفتر تبلیغات اسلامی، فرهنگ‌نامه علوم قرآنی، ۳۱۰۶.
34. ↑  سَفَره=فرستادگان / اعمی= نابینا. ببینید: دفتر تبلیغات اسلامی، فرهنگ‌نامه علوم قرآنی، ۷۹۵.
35. ↑  الم نشرح. ببینیذ: دفتر تبلیغات اسلامی، فرهنگ‌نامه علوم قرآنی، ۲۷۷۹.
36. ↑  اقرا بسم ربک. ببینید: دفتر تبلیغات اسلامی، فرهنگ‌نامه علوم قرآنی، ۳۰۰۰.
37. ↑  قیامت / بریه=مخلوقات / لم یکن / اهل الکتاب. ببینید: دفتر تبلیغات اسلامی، فرهنگ‌نامه علوم قرآنی، ۷۸۴.
38. ↑  لایلاف. ببینید: دفتر تبلیغات اسلامی، فرهنگ‌نامه علوم قرآنی، ۷۹۸.
39. ↑  دین. ببینید: دفتر تبلیغات اسلامی، فرهنگ‌نامه علوم قرآنی، ۸۰۴.
40. ↑  جحد= انکار / عبادت / مقشقِشه= پاک کننده. ببینید: دفتر تبلیغات اسلامی، فرهنگ‌نامه علوم قرآنی، ۸۰۱.
41. ↑  تبت=بریده باد / لهب. ببینید: دفتر تبلیغات اسلامی، فرهنگ‌نامه علوم قرآنی، ۷۸۵.
42. ↑  توحید= یگانگی / اساس / امان / برائت / تجرید= مجرد بودن / تفرید= یگانگی / جمال / صمد= بی‌نیازی / قل هو الله / مانعه / محضره= چیزی که فرشتگان به آن گوش می‌دهند / مذکره / معرفت / معوذه=پناهندگی / مقشقشه= پاک کننده / منفره= کوچاننده / نجات / نور / ولایت. ببینید: دفتر تبلیغات اسلامی، فرهنگ‌نامه علوم قرآنی، ۷۷۹.
43. ↑  معوذه / سور قل. ببینید: دفتر تبلیغات اسلامی، فرهنگ‌نامه علوم قرآنی، ۳۰۱۷.